# Swagelok

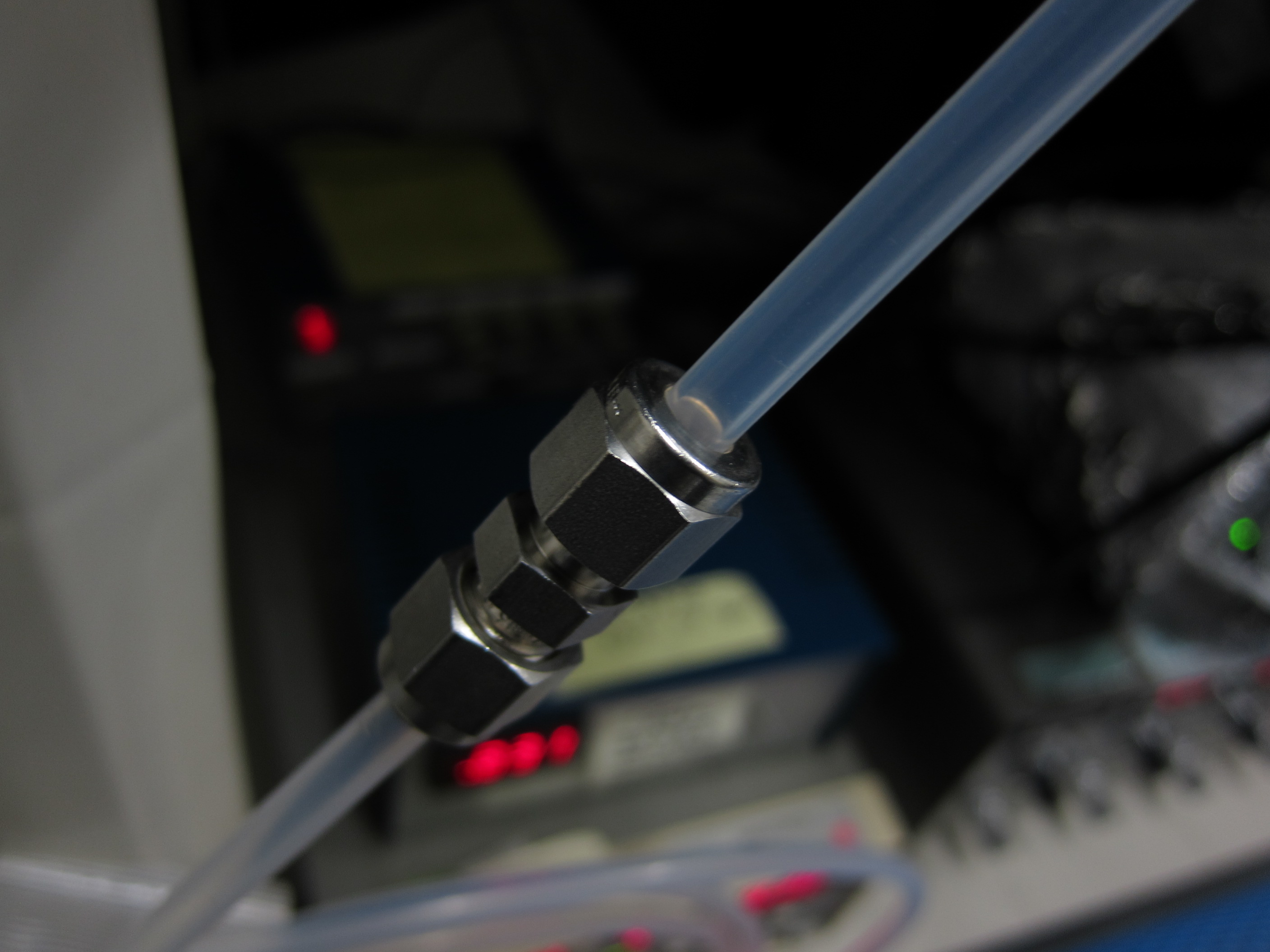
Mit Swagelok-Komponenten verbundene Kunststoffschläuche

Swagelok ist ein US-amerikanisches Unternehmen mit Sitz in Solon in Ohio. Das Unternehmen fertigt und vertreibt Bauteile für Gas- und Fluidsystemlösungen (u. a. Fittings, Armaturen, Schläuche sowie Sensorik).  Weltweit gibt es über 200 autorisierte Vertriebs- und Service-Zentren in 70 Ländern, darunter 6 in Deutschland, jeweils eines in der Schweiz und in Österreich. 

## Geschichte
Das Unternehmen wurde 1947 von Fred A. Lennon (1905–1998) in Solon in Ohio gegründet. Dort befindet sich auch heute noch der Hauptsitz des Unternehmens. Das heutige globale Unternehmen startete als kleines Familienunternehmen, mit einem Anfangsdarlehen von nur 500 US-Dollar. Das wichtigste Produkt war ein neuentwickelter Verschraubungstyp, welcher auf einer rein mechanisch-metallischen Dichtungsform basiert, die eine hohe und dauerhafte Dichtigkeit bietet. Verschiedene auf bestimmte Produktlinien spezialisierte Unternehmen wurden ausgegründet oder erworben und sind in der Swagelok-Gruppe zusammengefasst. Diese besteht aus den Firmen Cajon Company (1954), Nuclear Products, kurz NUPRO (1956), Whitey Tool (1958), Sno-Trik (1967), Kenmac Limited (2003), HyLevel Co. (2005), Coreflex (2007), RHPS (2011) und IPT Co. (2012).
2001 ist Fred A. Lennon in die Northeast Ohio Business Hall of Fame aufgenommen worden.